# Halberstädter Flugzeugwerke
A Halberstädter Flugzeugwerke G.m.b.H. foi uma fábrica de aviões alemã. Foi formada em 9 de abril de 1912 sob o nome Deutsche Bristol Werke Flugzeug-Gesellschaft mbH em Halberstadt, na Baixa Saxônia.

## Histórico
A joint venture britânica-alemã inicialmente produziu aviões de acordo com o sistema da British and Colonial Airplane Company, Ltd, como os monoplanos Bristol Boxkites e Bristol Prier, mas logo se expandiu para seus próprios desenvolvimentos. Em setembro de 1913, a empresa foi renomeada para Halberstädter Flugzeugwerke GmbH. Os designers principais foram Hans Burkhardt, que mais tarde foi transferido para a Gothaer Waggonfabrik, e o diretor técnico e engenheiro-chefe foi Karl Theiss.

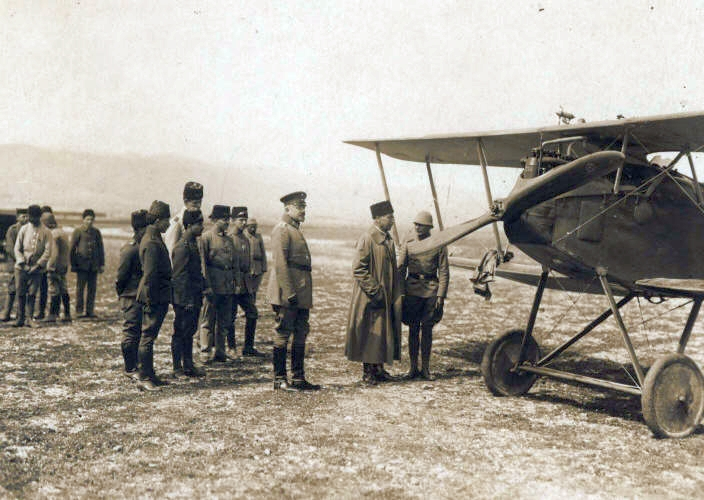
O ás da aviação Hans-Joachim Buddecke ao lado de seu "Halberstadt D.V", com o general Otto Liman von Sanders, Turquia, 1917.

A empresa construiu mais de 1.700 aviões de reconhecimento (tipo C) e 85 aviões de caça (tipo D), que serviram na Luftstreitkräfte (Força Aérea Alemã) durante a Primeira Guerra Mundial. Quando a produção de aeronaves alemã foi proibida de acordo com o Tratado de Versalhes de 1919, a empresa, renomeada como "Berlin-Halberstädter Industriewerke AG", recorreu à produção de máquinas agrícolas e ao reparo de vagões da Reichsbahn. Os processos de insolvência foram abertos em 1926; as instalações da fábrica de Halberstadt foram usadas pala Junkers a partir de 1935.

## Produtos
Além de aeronaves de observação/escola de voo de dois lugares licenciadas (Halberstadt A.II), a Halberstadt produziu aviões de reconhecimento, de ataque ao solo e caças:

### Halberstadt tipo B
Os aviões do tipo B eram aviões de reconhecimento desarmados de dois lugares construídos em 1914/15. Os biplanos foram equipados com motores giratórios Oberursel-Gnome, posteriormente (B.II e B.III) com motores Mercedes de seis cilindros em linha.
- Halberstadt B.I
- Halberstadt B.II
- Halberstadt B.III

### Halberstadt tipo C

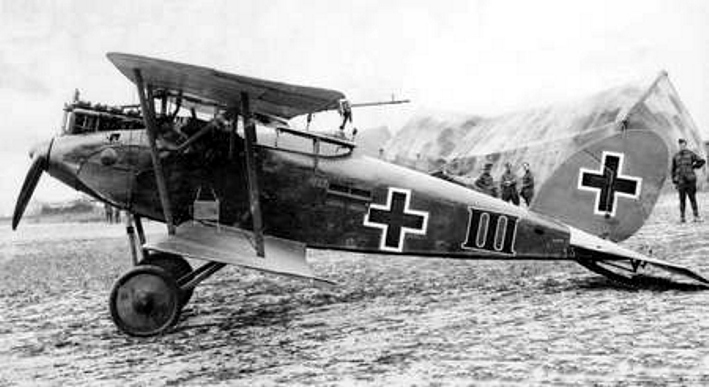
Um Halberstadt CL.II capturado em Flesselles, França, junho de 1918.

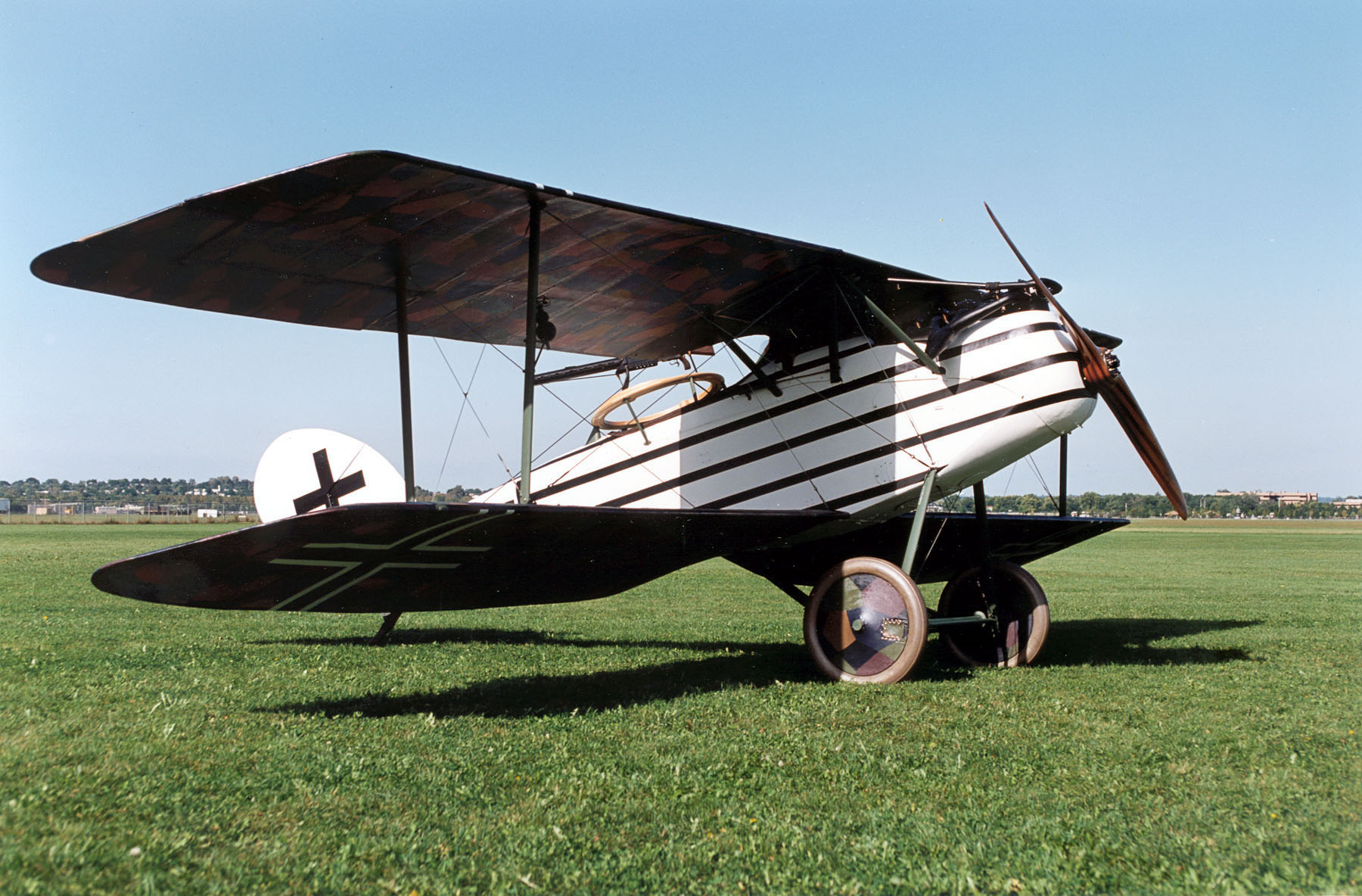
Um Halberstadt CL IV do Museu Nacional da coleção da Força Aérea dos Estados Unidos.

#### Aviões de reconhecimento
Aviões de reconhecimento de dois lugares com motores de seis cilindros refrigerados a água com 200 hp a 220 hp e uma velocidade máxima de até 170 quilômetros por hora (110 mph). Primeiro voo do C.I em maio de 1916, do C.III no final de 1916:
- Halberstadt C.I
- Halberstadt C.III
- Halberstadt C.V
- Halberstadt C.VII
- Halberstadt C.VIII
- Halberstadt C.IX

#### Aviões de ataque ao solo
Aviões de ataque ao solo de dois lugares com motores de seis cilindros refrigerados a água com 160 HP a 185 HP, CL.IV 100 HP e velocidade máxima de até 165 quilômetros por hora (103 mph). Primeiro voo do CL.II por volta de fevereiro de 1917, do CL.IV no início de 1918:
- Halberstadt CL.II
- Halberstadt CL.IV
- Halberstadt CLS.I

### Halberstadt tipo D
Aviões de combate D.I a D.V: caças biplanos de assento único com motores de seis cilindros refrigerados a água com 100 cv a 150 cv e velocidade máxima de até 145 quilômetros por hora (90 mph). Primeiro vôo D.I em fevereiro de 1916, do D.II no final de 1916 e D.V no início de 1917:
- Halberstadt D.I
- Halberstadt D.II
- Halberstadt D.III
- Halberstadt D.IV
- Halberstadt D.V

### Aviões grandes
Protótipo de bombardeiro médio:
- Halberstadt G.I